# 猫池
猫池（ねこいけ）は、富山県南砺市高草嶺・夏焼二か村入会に位置する池。周囲長は300m。山の尾根上に位置している。
猫池を中心とする一帯は、「猫池とその周辺」として南砺市の天然記念物に指定されている。

## 概要
猫池という地名の由来について、高草嶺集落のある家の猫が夜いなくなり、翌朝その足跡をたどって行ったが、山の頂上にある池の中で消えていたという伝承がある。そこで高草嶺集落の者達はこの猫が池の主になったと考え、猫池と呼ぶようになったという。一方、五箇山史研究者の高桑敬親は南朝の宗良親王ゆかりの者達がこの池を用いたことで「親王（みこいけ）」と呼ばれ、転じて「ねこいけ」と呼ばれるようになった、という説を提唱している。
猫池は小谷山の山頂近く標高1,040mの地点にあり、大きさは東西40m、南北に60mの楕円形である。周囲はおよそ200mで、成因は火口とみられ、水深は定かでない。また流入河川も流出河川もない湛水池のため、水位は常に一定に保たれている。
以前は猫池の周りに古池・小池と呼ばれていた二つの池があったが、いずれも埋没してなくなってしまっている。また池には小さな浮島が2つあり、昔は浮島の上に何人も乗って遊んだこともあるという。
水苔の堆積した泥炭から染み出る水苔酸により、池水は茶色に見え、水質も弱酸性を示すため魚が育ちにくい。一度フナが放流されたことがあり、死滅はしなかったものの、ほとんど成長しなかった。
猫池に隣接して設置された富山県防災行政無線猫池中継所まで、アスファルト舗装されたアクセス道路が整備されている。

## 形成
この池の成因には湧水説と火口説があるが、ここら一体には火山があった形跡が見られない点から、湧水説が有力視されている。